# Dubbning (tolkning)
Dubbning (av engelskans dubbing) är en typ av eftersynkning där man spelar in en ny version av talljudspåret till en film eller en TV-serie på ett annat språk.
Dubbning förekommer inte bara på film och i TV-serier. Även nyhetsprogram kan dubbas. Om till exempel ett tal av en utländsk politiker spelas upp, kommer i vissa länder snart en röst som översätter. Detta kallas lektorsdubbning och görs i regel i länder som har för tradition att dubba, men även i länder som inte har det, som Finland samt samiskspråkiga nyheter. Andra länder, som Sverige, väljer då oftast att använda originalljudet med pålagd textning.

## Bakgrund
Språkpolitik och kostnad har varit avgörande för vilka länder som har en tradition av dubbade filmer. Länder som var diktaturer under mellankrigstidens Europa dubbar av tradition. I till exempel Italien var det förbjudet att visa film med annat än italienska repliker, Tyskland och Spanien hade också regimer med en språkpolitik som skulle framhäva ett nationellt enhetligt språk. Frankrike hade tidigt en protektionistisk språkpolitik (och har det i viss mån än idag), men franskan har också ett stort språkområde. I Norden, alla länder med små språkområden, var det kostnaden som avgjorde att filmbolagen valde att texta.

## Dubbning i Sverige
I Sverige har man, sedan ljudfilmens genombrott under andra halvan av 1920-talet, i huvudsak använt sig av undertextning av spelfilmer och senare även TV-serier. Den första filmen som dubbades till svenska var emellertid det amerikanska dramat En amerikansk tragedi som visades på bio 1932.
1971 testade TV 2 och radions P2 att visa ett antal matinéfilmer textade på TV men där man sände en dubbad version av programmet över radion. Experimentet mottogs positivt av de yngre tittarna enligt en undersökning utförd av SVT. Ett liknande experiment genomfördes också 1973 med teaterpjäsen Ett antikvariat i London.
Under 2000-talet började filmbolagen inte vilja ha för lång tid mellan den ursprungliga premiären och de internationella och det är vanligare att filmbolagen vill premiärvisa filmerna på samma dag över hela världen. Dubbningen har därför fått allt kortare tidsramar och länder som dubbar behöver tillgång till filmmaterial redan innan filmerna är klara vilket gör processen besvärligare och kostsammare.
2006 började Disney Channel visa ungdomsserien Hannah Montana i textad version men ungefär halvvägs in i serien började serien visas i dubbad version istället, vilket startade en trend att fler och fler otecknade serier och filmer riktade till ungdomar och barn dubbas. På några år ökade antalet program som dubbats till svenska där flera barnkanaler som tidigare visade serier och filmer riktade till ungdomar textade började dubba nästan allt.
Tecknade filmer och TV-serier har däremot ofta dubbats när de är avsedda för barn. Undantag finns, som när TV 1000 i början av 1990-talet valde att texta 1987 års version av Teenage Mutant Ninja Turtles. Tecknade serier riktade till exempelvis tonåringar och vuxna, som Simpsons, South Park, American Dad! och Family Guy, är däremot oftast textade i Sverige.[källa behövs]
Det händer också att äldre dubbningar av filmer görs om, bland annat av tekniska orsaker eller på grund av saknade rättigheter. I Sverige har det medfört viss kritik.

### Dubbning av filmer eller TV-serier riktade till en vuxen publik
På grund av att filmer riktade till en vuxen publik oftast textas i Sverige är svensk publik i allmänhet negativt inställd eller ovan vid att se vuxenfilmer dubbade till svenska. Trots detta har enstaka filmer eller TV-serier genom årens lopp dubbats till svenska och visats på bio eller i TV, oftast med negativa reaktioner som följd.
När filmen En amerikansk tragedi dubbades med svenska skådespelare 1931 fick den ett svalt mottagande, Svenska Dagbladet menade att skådespelarna talade alldeles för dött och i Social-Demokraten kunde man läsa att "Med kameran på avstånd gick det bra, men i närbild blev effekten brottsligt komiskt". Gustaf Collijn som översatte och regisserade filmen talade däremot varmt om produktionen och menade på att dubbning var framtiden. Däremot påpekades det att filmen var svår just ur dubbningssynvinkel och att den inte dubbats till några andra språk.
1993 valde TV3 att sända den tecknade amerikanska TV-serien Simpsons med svensk dubbning vilket dock medförde stark kritik från tittare och efter bara 6 producerade avsnitt återgick TV3 till att visa serien textad.
Star Wars: Episod I – Det mörka hotet från 1999 hade nypremiär 2012 på svenska biografer och gick samtidigt upp i en svenskdubbad version. Även denna version blev bemött med hån och allmänt ogillande och när filmen senare släpptes på VHS och DVD fanns bara svensk textning.
Sommaren 2021 valde streamingtjänsten Netflix att under en viss period testa dubba ett antal spelfilmer och TV-serier som är riktade till en vuxen publik, däribland The Witcher, Don't Look Up och Den siste legosoldaten. Detta väckte blandade reaktioner där vissa trodde det var ett skämt och "djävulens påfund" medan tilltaget välkomnades av andra. I ett svar till Moviezine förklarade Netflix det så här:
| ” | Vi letar ständigt efter nya sätt att hjälpa våra medlemmar att hitta de titlar vi tror att de älskar, oavsett vilket land de kommer ifrån eller språk de talar. I takt med att kvaliteten på dubbning förbättras, testar vi i Sverige att erbjuda automatisk dubbning av några av våra titlar. Om medlemmar föredrar att titta utan dubbning, kan de enkelt justera sina språkpreferenser och återgå till originalinställningar | „ |

Flertalet ytterligare filmer har även sedan dess dubbats till svenska samt TV-serier som tidigare visats textade som The Witcher vars första säsong visades utan svensk dubbning, men sedan dubbades i samband med att den andra säsongen släpptes i december 2021.
I början av 2022 fasades testet ut där dokumentären Tindersvindlaren och den stop motion-animerade skräckfilmen The House blev några av de sista vuxenfilmer som dubbades på streamingtjänsten och Netflix återgick att endast dubba innehåll som riktar sig till barn och ungdomar.

## Dubbning i världen
I Frankrike visas filmer med originalspråk på många biografer, som ett komplement till de dubbade, och dessa filmer noteras med v.o. (version originale, "originalversion") eller vostf (version original et sous-titre française, "originalversion med franska undertexter") i filmguiderna.
I USA visas utländsk film med undertexter, men sådan film anses per definition smal och större filmsuccéer brukar omarbetas och spelas in på nytt för den amerikanska marknaden.

### Länder där dubbning är vanligast
- Argentina, ofta egen dubbning, sällan från Spanien, filmer på bio textas ofta.
- Brasilien, ofta textat på bio.
- Frankrike, odubbade versioner erbjuds normalt på biograferna.
- Indien
- Italien
- Japan, oftast textat på bio.
- Kina
- Lettland
- Litauen
- Mexiko, ofta egen dubbning, sällan från Spanien.
- Québec, Kanada, ofta egen fransk dubbning, sällan från Frankrike.
- Polen, på TV brukar det finnas dubbning ovanpå existerande utländskt tal, så kallad lektorsdubbning, utan text. På bio brukar det vara dubbade filmer eller med lektorsdubbning. På senare år (2000-talet) har synkad dubbning med flera röstskådespelare slagit igenom mer.
- Ryssland, både på TV och bio dubbning ovanpå existerande utländskt tal. Vanligt att en man och en kvinna dubbar alla röster i en film. Förr och i ren lågbudget, bara en enda man. På senare år (2000-talet) har dock "riktig" dubbning slagit igenom mer och mer.
- Schweiz, version från Tyskland, Frankrike eller Italien visas, ofta textat och ibland textat på flera språk.
- Slovakien, traditionellt inköpt dubbning från Tjeckien då språken är ömsesidigt begripliga.
- Spanien, dubbning till katalanska förekommer också.
- Thailand
- Tyskland
- Ungern
- USA, ofta dubbning på TV och textning på bio, fastän filmer och TV-serier på främmande språk är inte så vanliga. I nyhetsprogram dubbar man oftast.
- Vietnam
- Österrike, tysk dubbning, sällan österrikisk-tysk dubbning.[26][27][28][29] Nyhetsprogram där egen dubbning görs.

### Länder där textning är vanligast
- Norden, där dubbning endast sker av barnfilmer och även vissa tecknade filmer som inte nödvändigtvis är riktade till barn. I Finland ofta textning på både finska och svenska.
- Engelskspråkiga områden (förutom USA), fastän filmer och TV-serier på främmande språk inte är så vanliga.
- Estland, vissa barnprogram lektorsdubbas också
- Grekland
- Israel, hebreisk och fransk text på engelsktalande filmer.
- Kroatien
- Moldavien, samma textning som används i Rumänien.
- Portugal
- Rumänien
- Serbien
- Slovenien
- Nordmakedonien
- Turkiet, vissa högbudgetfilmer dubbas.
- Bulgarien, vissa högbudgetfilmer dubbas.

## Dubbare för utländska filmstjärnor
I länder som Tyskland och Italien finns personer (ibland med egna erfarenheter av skådespeleri) som specialiserar sig på att dubba utländska skådespelare i filmer och/eller TV-serier. Två exempel är Joachim Kerzel och Giancarlo Giannini (som också medverkat i flera amerikanska filmer).

### Lista över andra dubbare i dessa länder
I Tyskland har/hade utländska skådespelare en så kallad Standardstimme (på svenska 'standardröst' eller 'standardstämma'), med vilket menas en person som återkommande agerar dubbningsröst för en viss skådespelare. Några exempel är:
- Gert Günther Hoffmann (numera avliden), som Sean Connery
- Klaus Kindler (numera avliden), som Clint Eastwood
- Torsten Sense, som Val Kilmer, Kyle MacLachlan, med flera
- Arne Elsholtz, som Tom Hanks, Bill Murray eller Kevin Kline
- Christian Brückner som Robert De Niro
- Petra Barthel, som Nicole Kidman, Uma Thurman eller Julianne Moore

Exempel på italienska dubbare:
- Manlio De Angelis, röst för diverse skådespelare i olika filmer bland andra Harrison Ford i Apocalypse Now, Udo Kier i Flykten från helvetet, Dick Van Patten i till exempel Det våras för rymden, eller Tom Waits i Bram Stokers Dracula[30]
- Enrico Maria Salerno, framförallt känd som Clint Eastwoods röst

Exempel på japanska dubbare:
- Taichirō Hirokawa (numera avliden), till exempel som Tony Curtis, Robert Redford, Roger Moore och Dan Aykroyd

## Fördelar och nackdelar
Nackdelarna är att en stor del av originalskådespelarnas insats, som består i en kombination av icke-verbala och verbala uttrycksmedel, går förlorad. Svenskar blir i regel berömda för sin goda engelska, just på grund av att svenskarna hör så mycket engelska på bio och TV. Svenskar är vanligen även mycket kritiska till dubbning på grund av att läppsynkningen oftast inte stämmer överens med talet. Som exempel har tyskar och italienare inte alls samma kritiska inställning då de vant sig vid detta. I vissa länder är man vana vid att det bara är ett fåtal röster som används för alla roller i en film. I extrema fall är det en enda röst, oftast en man, som läser alla repliker. För hörselskadade innebär textning en stor fördel, medan dyslektiker, analfabeter och synskadade vinner på dubbning. Det förekommer även textning enbart för hörselskadades skull, som då oftast kan tryckas fram på text-TV med fjärrkontrollen, av film och TV-program på samma språk som alltså inte görs för att undvika språkförbistring.
Fördelarna med att dubba är att tittaren slipper att titta ner på texten, och att man slipper ha några utrymmeshinder – de båda språken bör ta ungefär lika lång tid på sig att säga samma sak. En annan fördel med dubbning är att icke-läskunniga, till exempel mindre barn och dyslektiker, och människor med nedsatt syn utan problem kan följa med i handlingen.
En kommersiell nackdel att dubba biofilmer är att de innebär en lång fördröjning, kanske månader. Det är vanligt i en del länder att man textar filmerna då de visas på biografer, och sedan dubbar inför TV-visningen.